# Тройная корона автоспорта
Тройная корона автоспорта (англ. Triple Crown of Motorsport) — это неофициальное достижение в автоспорте, которое присуждается гонщику за победы в трёх наиболее престижных соревнованиях мирового уровня: Гран-при Монако Формулы-1, 24 часа Ле-Мана и Индианаполис 500. Эти гонки представляют разные дисциплины автоспорта — шоссейно-кольцевые гонки Формулы-1, суточную выносливость и классические овальные треки. Тройная корона считается символом универсальности и высочайшего мастерства гонщика. Единственным человеком, кто смог её завоевать, остаётся британец Грэм Хилл. Существуют альтернативные версии, в которых вместо Гран-при Монако учитывают титул чемпиона мира Формулы-1, но традиционно именно победа в Монако входит в состав Тройной короны.

## История появления
Термин «Тройная корона» (Triple Crown) — изначально был известен в скачках. В автоспорте его стали использовать ближе к 1960-м годам. Официально ФИА никогда не признавала эту награду — она считается легендарным и почётным, но неофициальным достижением.
Популярность идее принесла в первую очередь карьера Грэма Хилла, потому что он единственный, кому удалось выиграть три самые престижные гонки в автоспорте.

## Гонки Тройной короны автоспорта
1. Гран-при Монако Формулы-1 — одна из самых престижных и сложных гонок чемпионата мира Формулы-1, проводится на городских улицах Монте-Карло.
2. 24 часа Ле-Мана — знаменитая суточная гонка на выносливость, проходящая во Франции на трассе Сартэ. Считается высшей точкой для гонщиков спорткаров.
3. 500 миль Индианаполиса — главная гонка в США, проводится на овальной трассе Индианаполис Мотор Спидвей.

### Гран-при Монако Формулы-1
- Первый раз проведён: 1929
- Особенности: городская трасса с узкими улицами, крутыми поворотами и почти полным отсутствием зон безопасности.
- Почему престижен: традиции, сложность, шик и статус Монако.

Грэм Хилл 5 раз побеждал в Монако — за это его прозвали «Мистер Монако» (позже рекорд побил Айртон Сенна, который выигрывал здесь 6 раз).

### 500 миль Индианаполиса (Инди-500)
- Первый раз проведён: 1911
- Особенности: овальная трасса длиной 2,5 мили (около 4 км), очень высокие скорости по меркам формульных гонок.
- Почему престижен: крупнейшая гонка США, входит в «Тройную корону американского автоспорта».

Для европейских гонщиков овальные трассы долго оставались экзотикой. Победа Грэма Хилла в 1966 году была большим событием для автоспортивного мира.

### 24 часа Ле-Мана
- Первый раз проведён: 1923
- Особенности: суточная гонка, где пилоты сменяют друг друга на дистанции, большая длина круга (13,6 км), чередование гоночной трассы и обычных дорог.
- Почему престижен: проверка техники и людей на стойкость, культовое значение, самая престижная в мире автомобильная гонка на выносливость.

Грэм Хилл выиграл Ле-Ман в 1972 году в составе команды Matra, уже на закате своей карьеры.

## Обладатели Тройной короны
На данный момент единственным гонщиком, кому удалось выиграть все три гонки, является Грэм Хилл (англ. Graham Hill):
| Гонка                  | Год победы                   |
| ---------------------- | ---------------------------- |
| Гран-при Монако Ф1     | 1963, 1964, 1965, 1968, 1969 |
| 500 миль Индианаполиса | 1966                         |
| 24 часа Ле-Мана        | 1972                         |

### Претенденты на Тройную корону автоспорта

#### Фернандо Алонсо
- Победы:
  - Гран-при Монако — 2006, 2007
  - 24 часа Ле-Мана — 2018, 2019 (Toyota)
- Осталась: 500 миль Индианаполиса
- Пытался выиграть Indy 500 в 2017, 2019, 2020 — пока неудачно, но планировал вернуться.

#### Хуан-Пабло Монтойя
- Победы:
  - Гран-при Монако — 2003 (Williams-BMW)
  - Indy 500 — 2000, 2015
- Осталась: 24 часа Ле-Мана
- Участвовал в Ле-Мане, но победы пока нет.

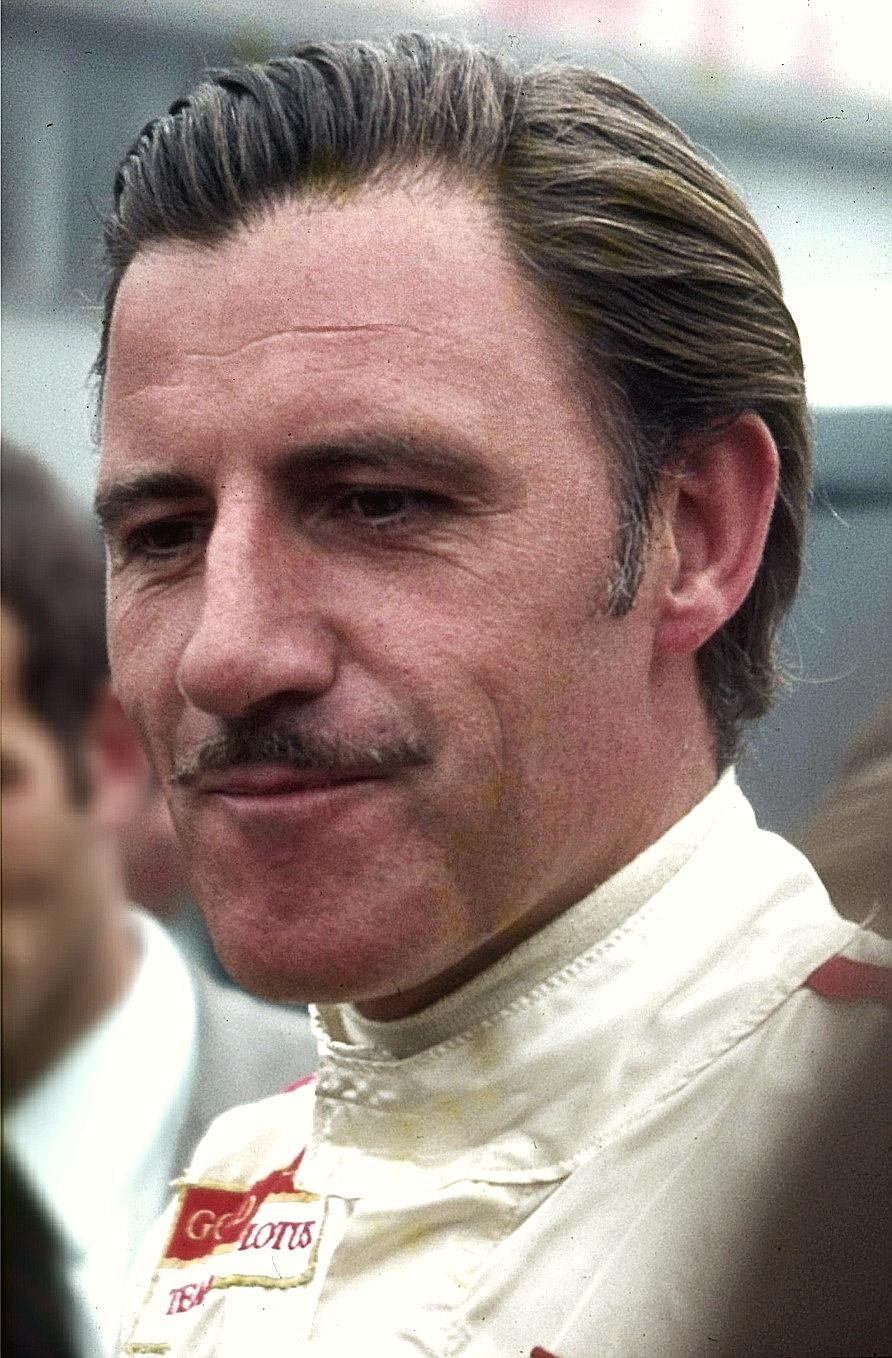
Грэм Хилл в 1969 году
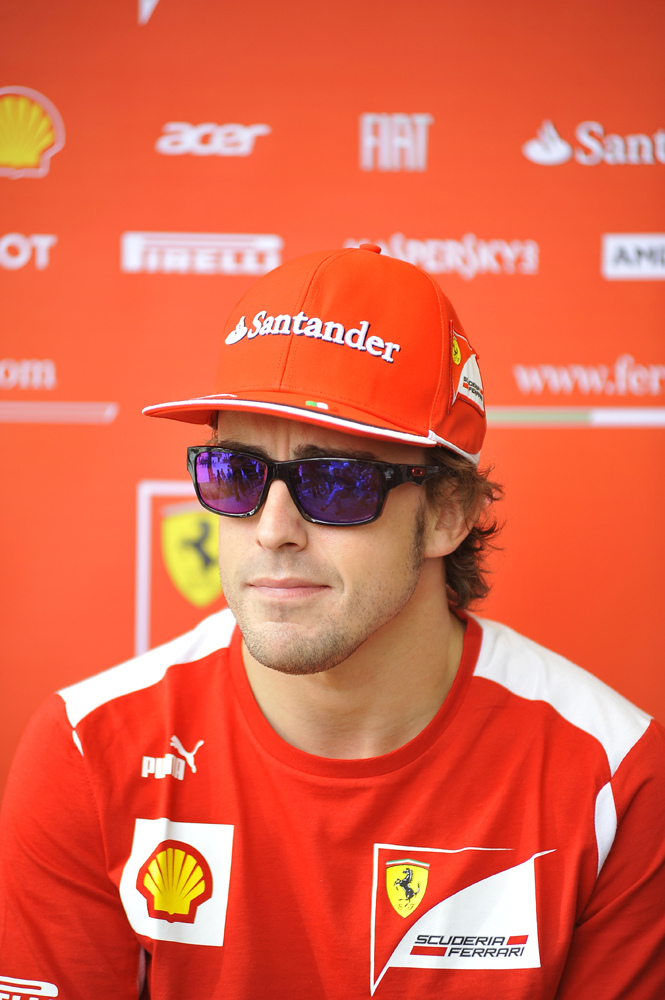
Фернандо Алонсо в 2012 году
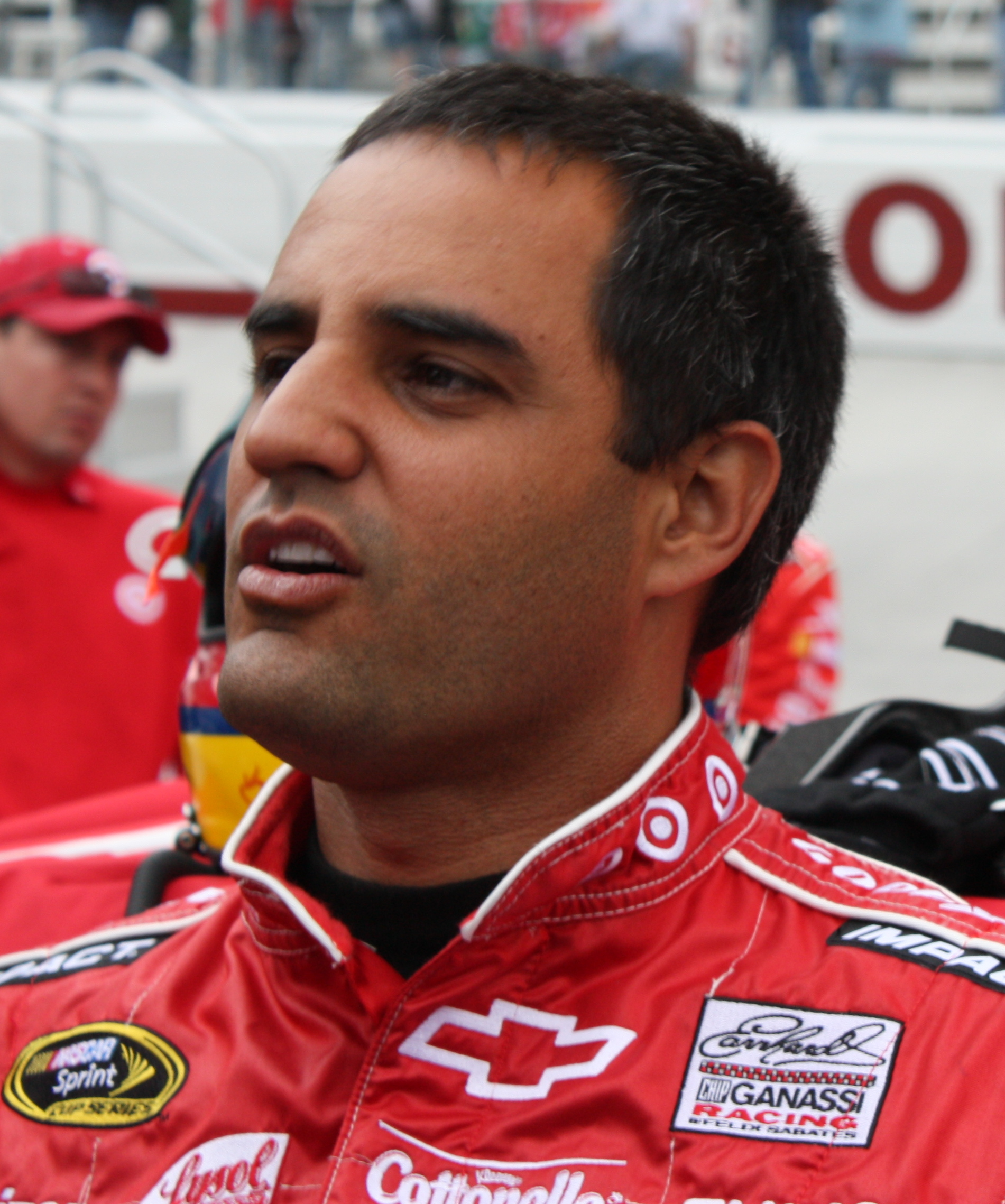
Хуан Пабло Монтойя в 2010 году